# Bisfenolo A
Il bisfenolo A, abbreviato in BPA, è un composto chimico di formula C15H16O2 che in condizioni standard si presenta come un solido bianco o marrone chiaro, inodore o con un leggero odore di medicinale.

## Storia
La sintesi del bisfenolo A è stata scoperta dal russo A.P. Dianin nel 1891. La produzione commerciale di BPA è iniziata negli Stati Uniti nel 1957 e in Europa un anno dopo. La crescita della produzione globale è stata costantemente compresa tra lo 0% e il 5% all'anno, con l'ultimo incremento più marcato verificatosi in Cina.
Infatti, tra il 2000 e il 2006, il mercato del BPA in Asia è cresciuto con una media del 13% all'anno. Nel 2004, la produzione stimata di BPA negli Stati Uniti era di circa 1 milione di tonnellate e poco più di 1 milione di tonnellate è stato prodotto anche nell'Europa occidentale nel 2005 e nel 2006.

## Caratteristiche strutturali e fisiche
Dal punto di vista strutturale, si tratta di un bisfenolo che corrisponde al 4,4'-metandildifenolo in cui gli atomi di idrogeno del metilene sono sostituiti da due gruppi metilici.
Il composto è più denso dell'acqua e affonda, inoltre è combustibile. Il composto risulta:
- insolubile in acqua[11]
- molto solubile in etanolo, etere, benzene, alcali e acido acetico[12]

| N. di atomi pesanti                  | 17              | 17              |
| N. di donatori di legami a idrogeno  | 2               | 2               |
| N. di accettori di legami a idrogeno | 2               | 2               |
| N. di legami ruotabili               | 2               | 2               |
| Massa monoisotopica                  | 228,115029749 u | 228,115029749 u |
| Superficie polare                    | 40,5 Å²         | 40,5 Å²         |
| Sezione d'urto                       | [M-H]-          | 161,9 Å²        |
| Sezione d'urto                       | [M+H]+          | 147,1 Å²        |

| Gravità specifica   | 1,2 a 20°C               |
| Pressione di vapore | 4,0 x 10-8 mm Hg a 25 °C |
| Potere calorifico   | −7,465 J/kmol            |

## Sintesi del composto
Viene preparato tramite la condensazione dell'acetone con due equivalenti di fenolo. La reazione è catalizzata da un acido, come l'acido cloridrico (HCl) o una resina solfonata di polistirene:
Generalmente, il fenolo è presente nella reazione in un eccesso molare rispetto al requisito stechiometrico poiché agisce sia come reagente sia come solvente. Durante la reazione, una parte dell'eccesso di fenolo viene convertita in bisfenolo A, mentre il resto dell'eccesso di fenolo viene utilizzato come solvente per mantenere tutti gli isomeri di bisfenolo A in soluzione.
Pertanto, è possibile purificare direttamente il bisfenolo A da questa miscela di reazione raffreddandola. Ciò avvia la cristallizzazione del p,p-BPA puro con solo tracce di vari sottoprodotti. Tuttavia, poiché la termodinamica determina la formazione di cristalli stabili di adotti bisfenolo A/fenolo in un rapporto molare di 1:1, la massa cristallina umida ottenuta dopo il lavaggio del liquido madre (cioè la fase liquida rimanente con tutti i sottoprodotti) con fenolo puro, contiene tipicamente circa il 45% in peso totale della massa cristallina di fenolo.

## Reattività e caratteristiche chimiche
Reagisce violentemente con anidridi acide, cloruri acidi, basi forti e ossidanti forti. Si decompone sopra gli 8 mm Hg se riscaldato sopra i 220°C emettendo fumi acri ed irritanti.
| Standard apolare      | 2.108, 359,41 |
| Semi standard apolare | 2108, 2108    |

### Spettri analitici
- spettro 1D NMR[11]
- spettro 1H NMR[24]
- spettro 13C NMR[25]
- spettro GC-MS[24]
- spettro MS-MS[24]
- spettro LC-MS[26]
- spettro UV[27]
- spettro IR[11]
- spettro FTIR[28]
- spettro ATR-IR[29]
- spettro IR in fase di vapore[30]
- spettro Raman[31]

### Reazioni

#### Sintesi della resina Dian
{\displaystyle {\ce {epicloridrina + (n + 1) bisfenolo A ->[{NaOH, catalizzatore}][{-(n+2)NaCl}] resina Dian}}}

#### Sintesi policarbonato
{\displaystyle {\ce {bisfenolo A + COCl2 -> policarbonato}}}
{\displaystyle {\ce {bisfenolo A + difenilcarbonato -> policarbonato}}}

## Farmacologia e tossicologia

### Tossicologia
Le prime evidenze dell'interazione ormonale del BPA vengono dagli esperimenti condotti sui ratti effettuati negli anni trenta, ma bisogna aspettare il 1997 per avere prove sugli effetti avversi delle esposizioni a bassi dosaggi su animali da laboratorio. Il primo studio incrociato sugli effetti sulla salute dell'uomo in seguito all'esposizione al bisfenolo A è stato pubblicato da Iain Lang e i suoi colleghi nel Journal of the American Medical Association.

Uno studio che ha coinvolto quasi 1.500 persone ha valutato l'esposizione al bisfenolo A guardando i livelli di questa sostanza nelle urine. Gli autori hanno trovato che elevati livelli di bisfenolo A erano significativamente associati a malattie cardiache, diabete e livelli anormalmente elevati di alcuni enzimi epatici. Un editoriale sullo stesso numero osserva che:
mentre questo studio che dovrà essere confermato non può provare la causalità dei risultati, non vi è un precedente per effetti analoghi in studi sugli animali, il che dà una plausibilità biologica ai risultati riportati da Lang e gli altri.

#### Tossicocinetica
La biodisponibilità sistemica orale del BPA non coniugato negli adulti è del 2,8% nei ratti, dello 0,45% nei topi e dello 0,9% nelle scimmie, basandosi su dati tossicocinetici orali rispetto a quelli per via endovenosa (i.v.). Concentrazioni inferiori di BPA non coniugato e dei suoi coniugati sono state misurate nel liquido amniotico di ratti e scimmie rispetto ai livelli sierici.
La cinetica del BPA è stata anche studiata in pecore adulte, due settimane dopo la conclusione della gravidanza. Dopo la somministrazione del BPA, quest'ultimo è scomparso dal plasma con un'emivita di 1,6 ore. Il BPA-G è risultato essere il metabolita principale, con un'emivita di 0,84 ore.
Durante le prime fasi della gravidanza, l'esposizione del feto alla stessa dose (in μg/kg di peso corporeo dell'animale gravido) potrebbe essere più alta rispetto alle fasi successive della gravidanza, a causa dello sviluppo di enzimi metabolizzanti nel fegato del feto dopo l'esposizione endovenosa al BPA.
Il BPA è presente nel latte di ratto proveniente da madri trattate con BPA, sia in forma coniugata che non coniugata. Nel latte di ratto, il BPA-glucuronide (BPA-G) costituisce circa l'80% della concentrazione totale di BPA. L'esposizione dei cuccioli attraverso l'allattamento è bassa, cioè circa 1/300 della dose materna. BPA non coniugato è stato segnalato anche nel latte umano.
I dati ottenuti dagli studi sugli esseri umani hanno dimostrato che il BPA viene assorbito quasi al 100% e metabolizzato in gran parte a livello pre-sistemico in coniugati glucuronide e solfato. La concentrazione nella circolazione sistemica è bassa (Cmax media = 0,43 nM, dopo 30 μg/kg di peso corporeo; Cmax media = 6,5 nM, dopo 100 μg/kg di peso corporeo). Le AUC corrette per la dose risultano chiaramente diverse nei due studi. La spiegazione più probabile è che nello studio con valori di Cmax e AUC corretti per la dose più elevati, il tempo di contatto con la mucosa orale potrebbe essere stato maggiore rispetto all'altro studio a causa del metodo di somministrazione.
Gli enzimi che coniugano il BPA, UDP-glucuronil-transferasi (UGT) e solfotransferasi (SULT), sono espressi in modo polimorfico negli esseri umani.
Il bisfenolo A viene metabolizzato secondo le seguenti reazioni:
{\displaystyle {\ce {bisfenolo A + O2 + NADH + H+ -> NAD+ + H2O + 2,2-bis(4-idrossifenil)-1-propanolo}}}
{\displaystyle {\ce {bisfenolo A + 3'-fosfoadenilil solfato -> adenosina 3',5'-bifosfato + bisenil A solfato + H+}}}
{\displaystyle {\ce {H+ + NADPH + bisfenolo A + O2 -> NADP+ + 1,2-bis(4-idrossifenil)-2-propanolo + H2O}}}
Altri composti derivanti dalla trasformazione del bisfenolo A sono:
- l'idrochinone[43]
- l'acido (2S,3S,4S,5R)-3,4,5-Ttriidrossi-6-[4-[2-(4-idrossifenil)propan-2-il]fenossi]ossano-2-carbossilico, reazione catalizzata dall'UGT1A9[44]
- il 4-metil-2,4-bis(4-idrossifenil)1-pentene, ossidazione radicalica del metabolita attivo[13]

#### Tossicodinamica
La glucuronidazione del BPA è il principale percorso metabolico del BPA negli esseri umani, nei primati non umani e nei roditori. Il BPA glucuronidato è una forma biologicamente inattiva di BPA che si lega ai recettori degli estrogeni (ERs). Tuttavia, non si può escludere che la forma glucuronidata possa avere effetti in siti indipendenti dai recettori degli estrogeni.
Il BPA può anche essere coniugato tramite solfatazione in misura minore. Oltre ai percorsi di coniugazione, studi in vivo e in vitro suggeriscono che nel ratto il BPA possa essere soggetto a ossidazione a bisfenolo O-chinone da parte del citocromo P450 e, in misura ridotta, a 5-idrossi-BPA. Secondo l'EFSA i metaboliti ossidativi del BPA si verificano anche nei topi.
Studi sperimentali hanno dimostrato che il bisfenolo A può agire sia da agonista, nel caso del recettore ERα, sia da antagonista, nel caso del recettore ERβ. 

#### Classificazione
L'Unione europea classifica il composto come:
- interferente endocrino,
- in grado di causare seri danni agli occhi,
- potenzialmente in grado di causare irritazione delle vie respiratorie,
- potenzialmente in grado di causare reazioni allergiche,
- altamente tossico per gli organismi acquatici,
- altamente tossico per gli organismi acquatici con effetti a lungo termine.

#### Effetti del composto e patologie connesse
Il composto è stato collegato al tumore alla mammella, obesità, pubertà precoce e cardiopatie. Il composto è in grado di alterare la tiroide, gli organi riproduttivi, il sistema nervoso e quello immunitario. Gli individui più colpiti dagli effetti di questa sostanza sono il feto e il neonato.
| Ratto    | orale      | 4.100 mg/kg bw |
| Ratto    | inalazione | 170 mg/m³      |
| Ratto    | cutanea    | 3.000 mg/kg bw |
| Coniglio | dermica    | 3.000 mg/kg bw |

| Inalazione        | Valore soglia          |
| ----------------- | ---------------------- |
| Effetti sistemici |                        |
| Cronici           | DNEL = 2 mg/m³         |
| Acuti             | DNEL = 2 mg/m³         |
| Effetti locali    |                        |
| Cronici           | DNEL = 2 mg/m³         |
| Acuti             | DNEL = 2 mg/m³         |
| Contatto          |                        |
| Effetti sistemici |                        |
| Cronici           | DNEL = 66 µg/kg bw/day |
| Acuti             | DNEL = 66 µg/kg bw/day |

| Inalazione        | Valore soglia          |
| ----------------- | ---------------------- |
| Effetti sistemici |                        |
| Cronici           | DNEL = 1 mg/m³         |
| Acuti             | DNEL = 1 mg/m³         |
| Effetti locali    |                        |
| Cronici           | DNEL = 1 mg/m³         |
| Acuti             | DNEL = 1 mg/m³         |
| Contatto          |                        |
| Effetti sistemici |                        |
| Cronici           | DNEL = 24 µg/kg bw/day |
| Acuti             | DNEL = 24 µg/kg bw/day |
| Ingestione        |                        |
| Effetti sistemici |                        |
| Cronici           | DNEL = 53 µg/kg bw/day |
| Acuti             | DNEL = 53 µg/kg bw/day |

| Dose (µg/kg/giorno) | Effetti | Rif. |
| ------------------- | --- | ---- |
| 0,025               | "Cambiamenti permanenti nei genitali"                                                                          | 2005 |
| 0,025               | "Cambiamenti nel tessuto mammario che predispongono le cellule all'azione degli ormoni e sostanze cancerogene" | 2005 |
| 1                   | "Effetti avversi sulla riproduzione e cancerogeni a lungo termine"                                             | 2009 |
| 2                   | "Incrementa il peso della prostata del 30%"                                                                    | 1997 |
| 2                   | "Perdita di peso, riduzione della distanza ano-genitali in entrambi i sessi, segni di pubertà precoce."        | 2002 |
| 2,4                 | "Diminuzione del testosterone nei testicoli."                                                                  | 2004 |
| 2,5                 | "Cellule del seno predisposte al cancro"                                                                       | 2007 |
| 10                  | "Cellule della prostata più sensibili agli ormoni e cancro"                                                    | 2006 |
| 10                  | "Diminuzione comportamenti materni"                                                                            | 2002 |
| 30                  | "Invertite le normali differenze sessuali nella struttura del cervello e comportamento"                        | 2003 |
| 50                  | Effetti avversi neurologici si verificano in primati non umani                                                 | 2008 |
| 50                  | Disturbi nello sviluppo ovarico                                                                                | 2009 |
| 50                  | Limiti correnti sull'esposizione al bisfenolo A U.S. (linee guida dell'EPA)                                    | 1998 |

## Applicazioni
Viene usato prevalentemente in associazione con altre sostanze per la produzione di alcune plastiche (es. policarbonato, poliacrilato, polietereimmide) e resine (es. nelle resine a elevata resistenza all'idrolisi e alla saponificazione e nelle resine vinilesteriche). Viene anche utilizzato come inibitore della polimerizzazione del PVC.
Il BPA viene utilizzato nella produzione di una serie di applicazioni non alimentari, ad esempio vernici a base di resina epossidica, dispositivi medici, rivestimenti superficiali, inchiostri da stampa, ritardanti di fiamma, e giocattoli. Il BPA è stato impiegato in alcuni prodotti cartacei (carta termica, ad esempio per ricevute di cassa o registratori).
Le resine epossidiche fenoliche a base di BPA sono usate come rivestimenti protettivi per lattine di cibo e bevande e come rivestimenti per serbatoi di acqua potabile domestica e sistemi di approvvigionamento. Il BPA si trova anche nei tessuti, principalmente quelli realizzati in poliestere e spandex. Può comparire come intermedio chimico nella fabbricazione di antiossidanti per la rifinitura dei tessuti e nella produzione di coloranti.
Tra l'altro è utilizzato nella produzione di:
- articoli sportivi
- dispositivi medici ed odontoiatrici,
- lenti per occhiali,
- elettrodomestici,
- supporti ottici,
- caschi protettivi,[68]
- pesticidi e funghicidi,[69][70]
- plastificanti[32]
- semiconduttori.[71]

## Impatto ambientale
La maggior parte delle emissioni proviene dalla produzione di Bisfenolo A, resine epossidiche e carta termica. Inoltre, le emissioni derivanti dal riciclo di frazioni di carta termica e prodotti in PVC contribuiscono alle emissioni di Bisfenolo A nell'ambiente, così come i rifiuti di prodotti contenenti BPA.
Le fonti ambientali possono essere classificate in prodotti: preconsumatore e postconsumatore. Le fonti preconsumatore includono quelle attribuite alla produzione di BPA e prodotti contenenti BPA, dove la prima fonte di rilascio di BPA deriva dallo scarico di effluenti degli impianti di produzione  fino al trasporto e alla lavorazione di tali composti.
Le fonti postconsumatore includono quelle associate allo smaltimento o ai rifiuti, tra cui lo scarico di effluenti dagli impianti di trattamento delle acque reflue, il rilascio dalle discariche, la combustione di rifiuti domestici e la degradazione delle plastiche nell'ambiente.
La rapida foto-ossidazione e degradazione nell'atmosfera spiega la breve emivita del BPA nell'aria. Nonostante la breve emivita e un potenziale moderato di bioaccumulo, il BPA è stato rilevato in diverse matrici ambientali, inclusa la fauna selvatica e gli esseri umani. La rilevazione del BPA nell'acqua è iniziata alla fine degli anni '90, con una crescita costante delle pubblicazioni sulla sua presenza nell'ambiente a partire da queste prime osservazioni.
| Emivita                            | aria       | 3,12 ore  |
| Emivita                            | acqua      | 12 ore    |
| Fattore di bioconcentrazione (BCF) | 220 - 344  | 220 - 344 |
| Fattore di bioconcentrazione (BCF) | 5,1 - 73,4 |           |

| Aria                      | 0 - 0.01 %    |
| Acqua                     | 30,5 - 32,9 % |
| Suolo                     | 65,3 - 67,9 % |
| Sedimenti                 | 1,51 - 1,8 %  |
| Particelle in sospensione | 0,05 %        |
| Biota                     | 0 %           |

| PNEC | acqua dolce                                | 22,6 µg/L        | 22,6 µg/L        | 22,6 µg/L |
| PNEC | acqua salata                               | 19,3 µg/L        | 19,3 µg/L        | 19,3 µg/L |
| PNEC | impianti di trattamento delle acque reflue | 320 mg/L         | 320 mg/L         | 320 mg/L  |
| PNEC | sedimenti acqua dolce                      | 1,2 mg/kg        | 1,2 mg/kg        | 1,2 mg/kg |
| PNEC | sedimenti acqua salata                     | 240 µg/kg        | 240 µg/kg        | 240 µg/kg |
| PNEC | suolo                                      | 3,7 mg/kg        | 3,7 mg/kg        | 3,7 mg/kg |
| NOEC | sedimenti                                  | acqua dolce      | 12 - 54 mg/kg    | 28 d      |
| LOEC | sedimenti                                  | acqua dolce      | 32 - 110 mg/kg   | 28 d      |
| EC50 | sedimenti                                  | acqua dolce      | 57 - 210 mg/kg   | 28 d      |
| DL50 | sedimenti                                  | acqua dolce      | 38 - 54 mg/kg    | 28 h      |
| DL50 | pesci                                      | 4,6 - 11 mg/L    | 4,6 - 11 mg/L    | 4 d       |
| NOEC | pesci                                      | 2,26 - 2,28 mg/L | 2,26 - 2,28 mg/L | 4 d       |
| NOEC | pesci                                      | 16 µg/L          | 16 µg/L          | 1.181 y   |
| NOEC | pesci                                      | 130 - 567 µg/L   | 130 - 567 µg/L   | 455,6 y   |
| NOEC | pesci                                      | 66 - 250 µg/L    | 66 - 250 µg/L    | 322,25 y  |
| NOEC | pesci                                      | 250 µg/L         | 250 µg/L         | 55 d      |
| NOEC | pesci                                      | 640 µg/L         | 640 µg/L         | 36 d      |
| EC50 | invertebrati acquatici                     | 1,1 mg/L         | 1,1 mg/L         | 4 d       |
| EC50 | invertebrati acquatici                     | 10,2 mg/L        | 10,2 mg/L        | 48 h      |
| DL50 | invertebrati acquatici                     | 2,7 mg/L         | 2,7 mg/L         | 4 d       |
| NOEC | invertebrati acquatici                     | 510 - 1 400 µg/L | 510 - 1 400 µg/L | 4 d       |
| NOEC | invertebrati acquatici                     | 3,146 mg/L       | 3,146 mg/L       | 21 d      |
| NOEC | invertebrati acquatici                     | 170 - 370 µg/L   | 170 - 370 µg/L   | 28 d      |
| NOEC | invertebrati acquatici                     | 490 µg/L         | 490 µg/L         | 42 d      |
| NOEC | invertebrati acquatici                     | 640 µg/L         | 640 µg/L         | 84 d      |
| NOEC | invertebrati acquatici                     | 25 µg/L          | 25 µg/L          | 911 y     |
| NOEC | vertebrati acquatici                       | 326 µg/L         | 326 µg/L         | 60 d      |
| LOEC | vertebrati acquatici                       | 1,03 mg/L        | 1,03 mg/L        | 60 d      |
| EC50 | alghe                                      | acqua dolce      | 2,73 mg/L        | 4 d       |
| EC50 | alghe                                      | acqua salata     | 1,1 mg/L         | 4 d       |
| EC10 | alghe                                      | acqua dolce      | 1,41 mg/L        | 4 d       |
| EC10 | alghe                                      | acqua salata     | 400 µg/L         | 4 d       |
| EC50 | piante acquatiche                          | acqua dolce      | 20 mg/L          | 7 d       |
| NOEC | piante acquatiche                          | acqua dolce      | 7,8 mg/L         | 7 d       |
| LOEC | piante acquatiche                          | acqua dolce      | 20 mg/L          | 7 d       |
| EC10 | piante acquatiche                          | acqua dolce      | 7,8 mg/L         | 7 d       |
| NOEC | piante terrestri                           | suolo            | 20 - 320 mg/kg   | 21 d      |
| IC50 | microorganismi                             | 54,5 mg/L        | 54,5 mg/L        | 16 h      |
| EC10 | microorganismi                             | 320 mg/L         | 320 mg/L         | 18 h      |
| NOEC | macroorganismi terrestri                   | suolo            | 100 mg/kg        | 28 d      |
| DL50 | macroorganismi terrestri                   | suolo            | 100 mg/kg        | 28 d      |
| DL50 | artropodi terrestri                        | suolo            | 1 g/kg           | 28 d      |
| LOEC | artropodi terrestri                        | suolo            | 1 g/kg           | 28 d      |
| NOEC | artropodi terrestri                        | suolo            | 500 mg/kg        | 28 d      |
| NOEC | uccelli                                    | 1.000 mg/kg      | 1.000 mg/kg      | 63 d      |

## Normativa

### Unione Europea
Nel gennaio 2011 la Commissione europea ha vietato l’uso del BPA per la produzione dei biberon in policarbonato. Da settembre 2018 è vietato l'uso del BPA  nelle bottiglie di plastica e nelle confezioni contenenti alimenti per neonati e bambini di età inferiore a tre anni. L'impiego del BPA è vietato negli scontrini di carta termica da gennaio 2020.
Nel 2017 il BPA è stato aggiunto alla Candidate List of substances of very high concern dall'Agenzia europea delle sostanze chimiche. Il 19 dicembre 2024 la Commissione europea ha introdotto il divieto di usare il bisfenolo A nei materiali a contatto con gli alimenti, alla luce dell'ultima valutazione del rischio eseguita dall'EFSA. Il composto è soggetto al Regolamento REACH.

### Svizzera
Nel febbraio 2009 l'ufficio federale per la salute pubblica, basandosi sui rapporti di altre agenzie per la tutela della salute ha affermato che l'assunzione di bisfenolo A dal cibo non rappresenta un rischio per i consumatori, compresi neonati e bambini. Tuttavia, si consiglia un uso corretto di biberon in policarbonato ed elenca alternative al loro uso.

### Stati Uniti
L'FDA ritiene il composto sicuro ai livelli presenti nel cibo per il suo utilizzo nei materiali a contatto con gli alimenti.

### Cina
La Cina è il più grande produttore, consumatore e importatore mondiale di BPA, rappresentando circa un quarto del consumo globale, trainato dalle industrie di polimeri di policarbonato e resine epossidiche. A causa di preoccupazioni per la salute, il governo cinese ha vietato l'importazione e la vendita di biberon contenenti BPA dal 2011 e ha imposto limiti al contenuto di BPA negli imballaggi express (GB 43352-2023) e nelle plastiche a contatto con alimenti (GB 4806.7-2023). Le industrie cinesi, incluso il settore automobilistico, stanno valutando gli impatti delle restrizioni sul BPA per le industrie a valle e perseguendo alternative sostenibili per soddisfare i criteri aziendali.